# Szentendre

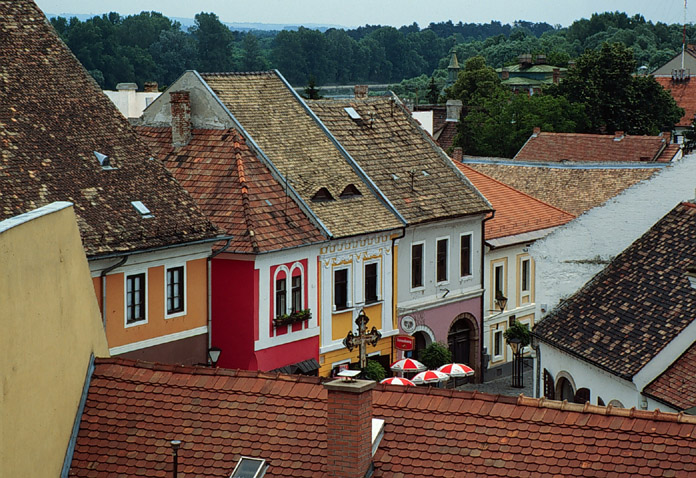
Szentendre

Szentendre (medeltidslatin: Sankt Andrae; serbiska: Сентандреја, Sentandreja; tyska: Sankt Andrä; slovakiska: Senondrej; kroatiska: Sentandrija) är en stad i Ungern. Szentendre ligger några mil uppströms Donau från huvudstaden Budapest. Szentendre är känt som en konstnärsstad och rymmer i dag många gallerier och museer. Mest känt är kanske friluftsmuseet Skanzen, byggt efter svensk förebild. Värt att nämna är också Kovács Margit Múzeum, som är uppkallat efter den i staden verksamma keramikern Margit Kovács (1902–1977). I staden finns också Szamos Marcipán Múzeum.
Konstnärsarvet, närheten till huvudstaden och framför allt stadens pittoreska arkitektur med krokiga gränder, färgglada barockhus och många kyrkor - som återspeglar stadens etniska mosaik - har gjort Szentendre till ett populärt turistmål.
Staden bär uråldriga anor. Under romartiden kallades platsen för Ulcisia Castra. Sedan 1500-talet har det betraktats som centrum för den serbiska minoriteten i Ungern. På 1700-talet, efter att ha befriats från Osmanska riket, fick staden en renässans. Många serber, dalmatier, slovaker, tyskar och greker slog sig ned vid Donaustranden tillsammans med stadens ungrare. Enligt befolkningsstatistik från 1720 var 88 procent av stadens invånare sydslaver. Ännu i dag utövar kroater, tyskar, polacker och serber i staden ett visst kommunalt självstyre.

## Galleri

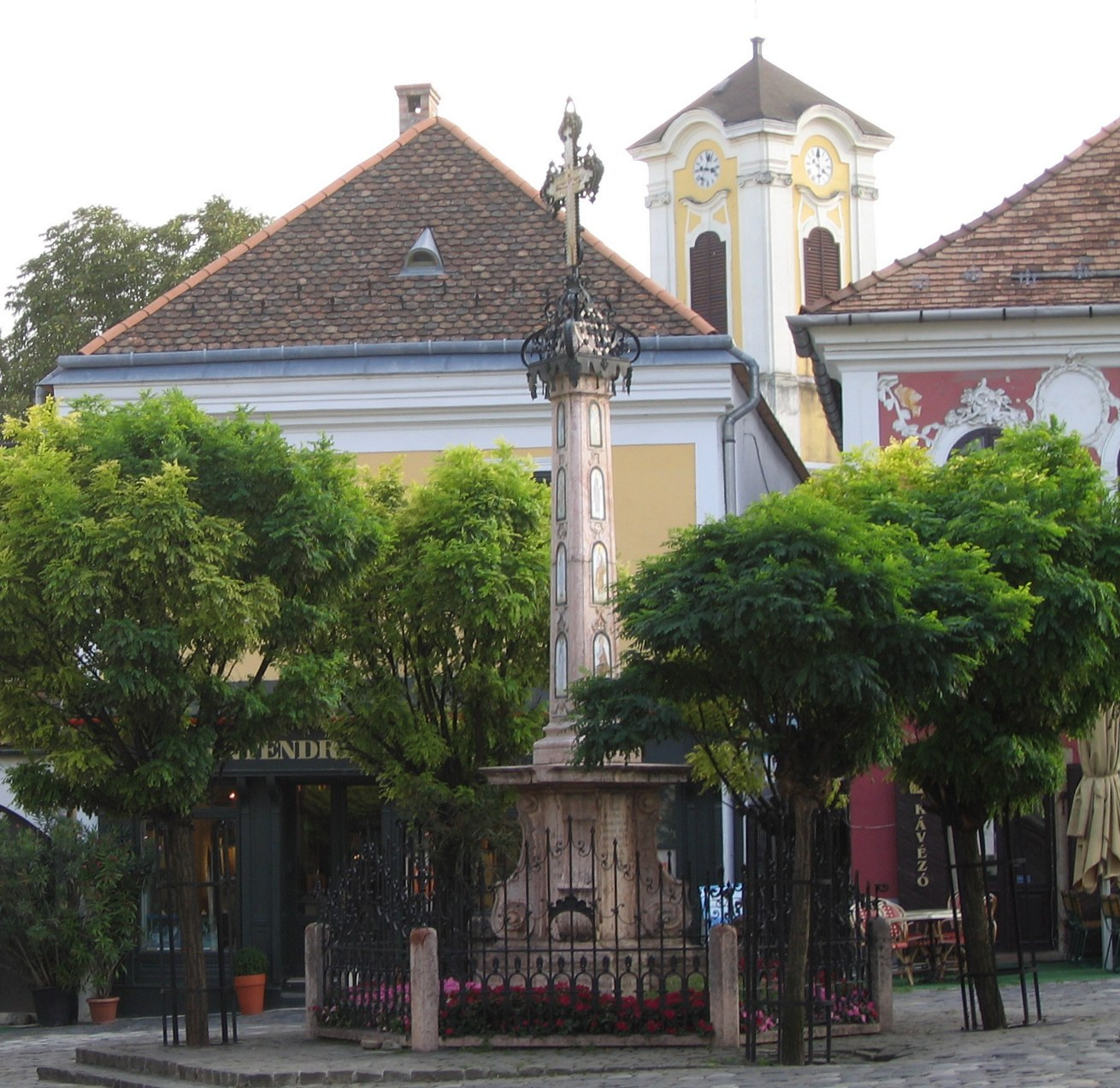
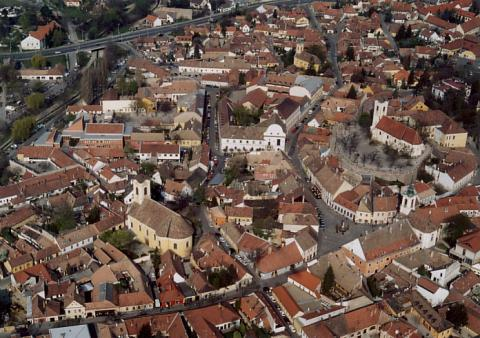
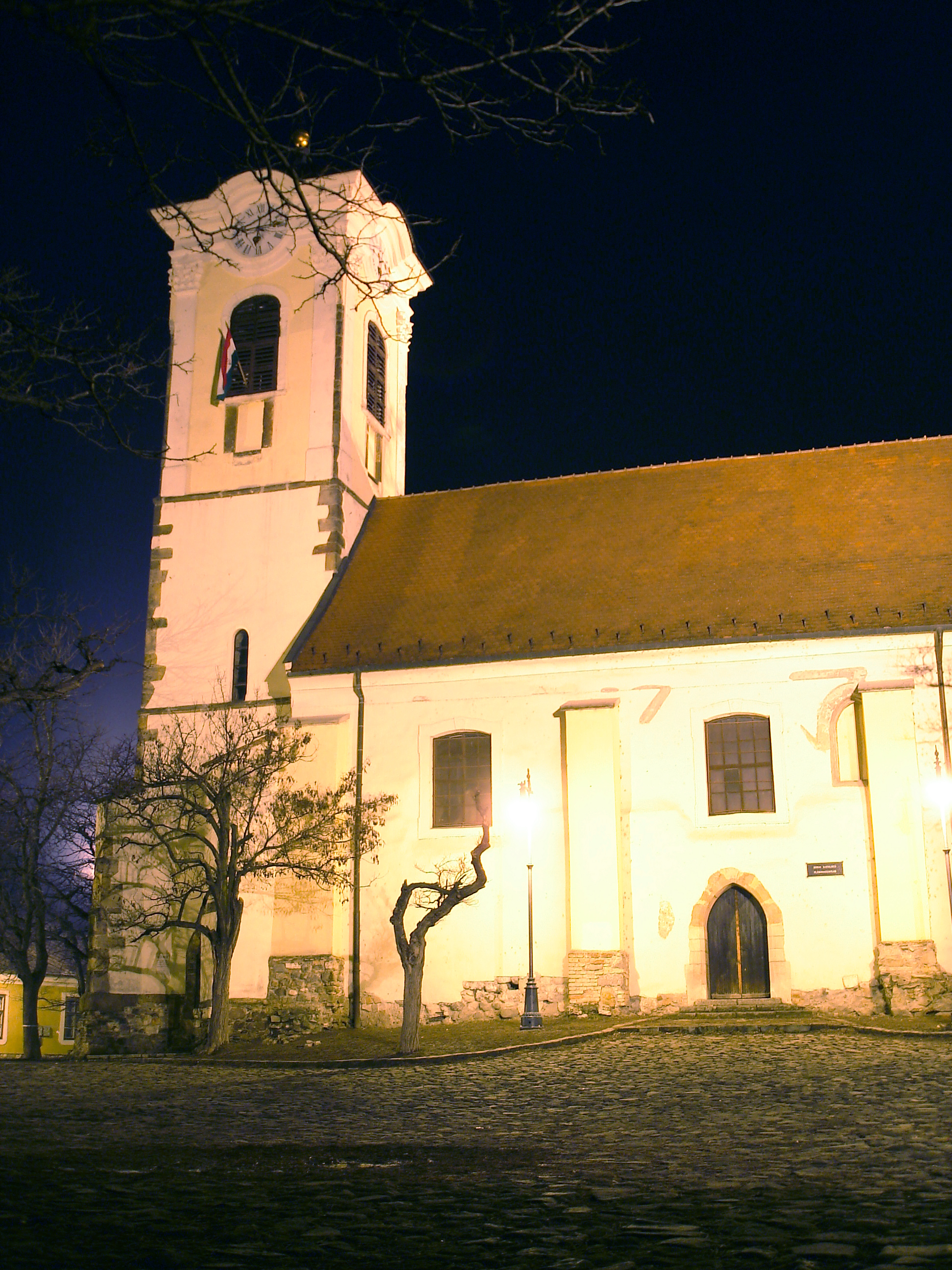
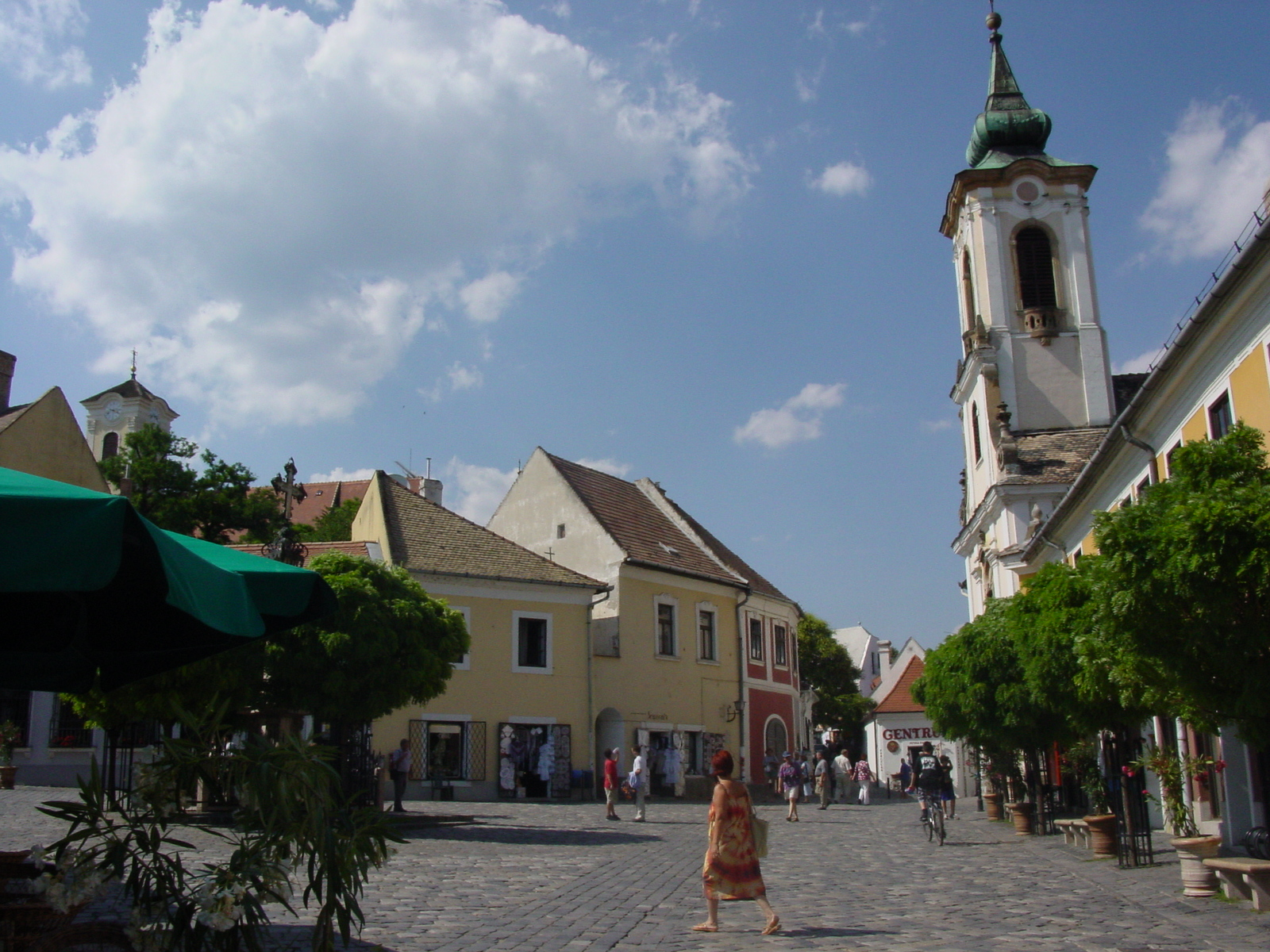